# Szczęściarz
Szczęściarz (ang. You Lucky Dog) – amerykański film komediowy, którego premiera odbyła się 27 czerwca 1998 roku. 
Film ten trwa 89 minut. Reżyserem jest Paul Schneider.

## Obsada

### Reżyseria
- Paul Schneider

### Scenariusz
- Peter I. Baloff
- David Covell
- Dave Wollert

### Aktorzy
- Patricia Belcher – Sędzia Tanner
- Jillian Berard – Nicole Tyler
- John de Lancie
- Mary Pat Gleason – kucharz
- Mitchell Edmonds – sprzedawca mebli
- Rick Fitts – detektyw
- Susie Coelho – reporter
- James Avery – Calvin
- Chelsea Noble – Alison Taylor
- Kirk Cameron – Jack Morgan

### Zdjęcia
- Mark W. Gray

### Montaż
- Kaja Fehr

### Scenografia
- Steven R. Miller